# Eremobates putnamii
Espèce
Synonymes
- Datames putnamii Banks, 1898

Eremobates putnamii est une espèce de solifuges de la famille des Eremobatidae.

## Distribution
Cette espèce est endémique de Basse-Californie du Sud au Mexique,.

## Description
Le mâle décrit par Roewer en 1934 mesure 24 mm et la femelle 18 mm.

## Étymologie
Cette espèce est nommée en l'honneur de Joseph Duncan Putnam.

## Publication originale
- Banks, 1898 : Arachnida from Baja California and other parts of Mexico. Proceedings of the California Academy of Sciences, sér. 3, vol. 1, p. 205-308 (texte intégral).